# Tennismeisterschaften des britischen Mandatsgebietes Palästina
Die Tennismeisterschaften im britischen Mandatsgebiet Palästina fanden von 1920 bis 1947, mit Ausnahme des Jahres 1936, statt.
Von 1920 bis 1935 wurden sie vom christlich-arabischen Verein Cercle Sportif in Jaffa veranstaltet. Nach dem Beginn des arabischen Aufstandes in Palästina fiel das Turnier 1936 aus. Nachdem der allgemeine jüdische Sportverband Federation of Amateur Sports Clubs in Palestine vom Internationalen Tennisverband als Mitgliedsverband anerkannt worden war, wurden die Meisterschaften ab 1937 von der Tennisabteilung des Sportvereins Maccabi Tel Aviv durchgeführt. Sie fanden meist im Oktober statt. Nach der Gründung des Staates Israel im Jahr 1948 wurden daraus die Tennismeisterschaften von Israel.

## Siegerliste

### Herreneinzel
| Jahr | Sieger                 | Finalisten          | Finalergebnis           |
| ---- | ---------------------- | ------------------- | ----------------------- |
| 1937 | Edward Rajwan (2)      | Naim Rajwan         | 6:4, 4:1 aufgg.         |
| 1938 | Naim Rajwan (1)        | Edward Rajwan       | 6:4, 4:6, 6:3           |
| 1939 | Naim Rajwan (2)        | Yehuda Finkelkraut  | 7:5, 6:4, 7:5           |
| 1940 | Edward Rajwan (3)      | Yehuda Finkelkraut  | 6:2, 6:0, 3:6, 5:7, 6:2 |
| 1941 | Yehuda Finkelkraut (1) | Reich               | 2:6, 6:1, 6:2, 6:3      |
| 1942 | Colin Long             | Yehuda Finkelkraut  | 6:1, 6:1, 6:4           |
| 1943 | Yehuda Finkelkraut (2) | R. Deeb             | 6:0, 6:2, 6:2           |
| 1944 | Roland E. Carter       | Shimcha Finkelstein | 6:3, 6:1, 6:8, 7:5      |
| 1945 | Andre Najar            | Percy               | 1:6, 3:6, 7:5, 9:7, 6:0 |
| 1946 | Mordechai Apel         | Finberg             | 6:3, 6:4, 6:2           |
| 1947 | Arie Avidan-Weiss      | Shimcha Finkelstein | 8:10, 6:2, 6:?, 6:1     |

### Dameneinzel
| Jahr | Siegerin              | Finalistin        | Finalergebnis |
| ---- | --------------------- | ----------------- | ------------- |
| 1937 | Irma Rosenstein       | Mrs. Jacobson     | 6:2, 8:6      |
| 1938 | Mrs. Haswell          | Gertrude Kornfeld | 6:4, 7:9, 6:2 |
| 1939 | Marie Kornfeld        | Rita Fichman      | 7:5, 4:6, 6:2 |
| 1940 | Gertrude Kornfeld (1) | Edith Cohen-Mintz | 6:4, 6:4      |
| 1941 | Gertrude Kornfeld (2) | Edith Cohen-Mintz | 8:6, 6:1      |
| 1942 | Gertrude Kornfeld (3) | Rita Fichman      | 6:0, 6:2      |
| 1943 | Gertrude Kornfeld (4) | Marie Kornfeld    | 6:1, 7:5      |
| 1944 | Vera Matar            | Marie Kornfeld    | 4:6, 6:3, 6:1 |
| 1945 | Gertrude Kornfeld (5) | Rita Fichman      | 6:1, 6:1      |
| 1946 | Gertrude Kornfeld (6) | Rita Fichman      | 6:1, 6:3      |
| 1947 | Gertrude Kornfeld (7) | Rita Fichman      | 6:0, 6:4      |

### Herrendoppel
| Jahr | Sieger                                                      | Finalisten                                                  | Finalergebnis           |
| ---- | ----------------------------------------------------------- | ----------------------------------------------------------- | ----------------------- |
| 1937 | Edward Rajwan (2) Naim Rajwan (2)                           | Walter Kornfeld Raoul Sasson                                | 6:2, 6:2                |
| 1938 | Edward Rajwan (3) Naim Rajwan (3)                           | Yehuda Finkelkraut Raoul Sasson                             | 6:3, 6:2                |
| 1939 | Edward Rajwan / Naim Rajwan Yehuda Finkelkraut / D. Whitall | Edward Rajwan / Naim Rajwan Yehuda Finkelkraut / D. Whitall | 6:3, 2:6, 6:0, 4:6, 1:1 |
| 1940 | Yehuda Finkelkraut (1) Edward Rajwan (4)                    | Altschuler D. Whitall                                       | 1:6, 6:1, 0:6, 6:1, 6:2 |
| 1941 | Yehuda Finkelkraut (2) Shimcha Finkelstein                  | Labib Majdalani Rosin                                       | 6:4, 6:1, 6:4           |
| 1942 | Ken Kitching Colin Long                                     | A. Davidson Yehuda Finkelkraut                              | 6:4, 6:1, 6:4           |
| 1943 | Datt Yehuda Finkelkraut (3)                                 | Mordechai Apel Shimcha Finkelstein                          | 6:2, 1:6, 7:5, aufgg.   |
| 1944 | Adnan Benjenk Roland E. Carter                              | Yehuda Finkelkraut Shimcha Finkelstein                      | 4:6, 6:4, 6:3, 6:3      |
| 1945 | Andre Najar Percy                                           | Yehuda Finkelkraut Rafael Gornitzky                         | 8:6, 6:8, 6:1, 6:4      |
| 1946 | Mordechai Apel Yehuda Finkelkraut (4)                       | Finberg Rosin                                               | 6:2, 6:3, 6:2           |
| 1947 | Arie Avidan-Weiss Rafael Gornitzky                          | Mordechai Apel Jacob Buntmann                               | 6:4, 10:8, 6:2          |

### Damendoppel
| Jahr | Siegerinnen                              | Finalistinnen                    | Finalergebnis    |
| ---- | ---------------------------------------- | -------------------------------- | ---------------- |
| 1937 | Nora Edith Alderson Miss Lev             | Mrs. Jacobson Irma Rosenstein    | 2:6, 6:4, 7:5    |
| 1938 | Mrs. Haswell Gertrude Kornfeld (1)       | Rita Fichman Miss Lev            | 6:1, 6:2         |
| 1939 | Gertrude Kornfeld (2) Marie Kornfeld (1) | Rita Fichman Mrs. Reisz          | 6:1, 3:6, 6:1    |
| 1940 | keine Austragung                         | keine Austragung                 | keine Austragung |
| 1941 | Gertrude Kornfeld (3) Marie Kornfeld (2) | Edith Cohen-Mintz Rita Fichman   | 6:4, 6:1         |
| 1942 | keine Austragung                         | keine Austragung                 | keine Austragung |
| 1943 | Edith Cohen-Mintz (1) Rita Fichman (1)   | Gertrude Kornfeld Marie Kornfeld | 4:6, 6:3, 7:5    |
| 1944 | Marie Kornfeld (3) Vera Matar            | Mrs. Polani Miss R. Polani       | 6:2, 6:0         |
| 1945 | keine Austragung                         | keine Austragung                 | keine Austragung |
| 1946 | Gertrude Kornfeld (4) Marie Kornfeld (4) | Edith Cohen-Mintz Rita Fichman   | 6:3, 7:5         |
| 1947 | Edith Cohen-Mintz (2) Rita Fichman (2)   | Frieda Postolsky Hannah Singer   | 6:3, 9:7         |

### Mixed
| Jahr | Sieger                                       | Finalisten                     | Finalergebnis |
| ---- | -------------------------------------------- | ------------------------------ | ------------- |
| 1937 | Mrs. Jacobson Naim Rajwan (1)                | Irma Rosenstein Edward Rajwan  | 6:3, 8:6      |
| 1938 | Rita Fichman (1) Naim Rajwan (2)             | Gertrude Kornfeld Raoul Sasson | 6:2, 6:1      |
| 1939 | Rita Fichman (2) Topelberg                   | Marie Kornfeld Walter Kornfeld | 6:2, 4:6, 7:5 |
| 1940 | Edith Cohen-Mintz (1) Yehuda Finkelkraut (1) | Mrs. Moser Arieli              | 6:1, 6:2      |
| 1941 | Edith Cohen-Mintz (2) Yehuda Finkelkraut (2) | Marie Kornfeld Reich           | 6:2, 6:3      |
| 1942 | Gertrude Kornfeld (1) Yehuda Finkelkraut (3) | Mrs. Lifschitz A. Davidson     | 1:6, 6:1, 6:0 |
| 1943 | Gertrude Kornfeld (2) Yehuda Finkelkraut (4) | Rita Fichman R. Meo            | 6:3, 6:3, 6:2 |
| 1944 | Vera Matar Roland E. Carter                  | Marie Kornfeld Menkes          | 6:1, 6:1      |
| 1945 | Gertrude Kornfeld (3) Yehuda Finkelkraut (5) | Irma Rosenstein Schuller       | 6:0, 6:2      |
| 1946 | Gertrude Kornfeld (4) Yehuda Finkelkraut (6) | Ms. Milstein Arie Avidan-Weiss | 6:0, 6:1      |
| 1947 | unbekannt                                    | unbekannt                      | unbekannt     |

## Quelle
- Zeitgenössische Ausgaben von The Palestine Post